# 鈴木桂治
鈴木 桂治（すずき けいじ、1980年6月3日 - ）は、茨城県常総市（旧：結城郡石下町）出身の日本の柔道家、体育学者。学位は体育科学修士（国士舘大学大学院・2006年）、スポーツ科学修士（早稲田大学大学院・2018年）。国士舘大学体育学部教授。
2004年アテネオリンピック柔道男子100kg超級金メダリスト。紫綬褒章受章（2004年）。身長185cm。体重100kg。得意技は足技、内股、大外刈。

## 人物
国士舘中学校、国士舘高等学校、国士舘大学体育学部体育学科卒業。国士舘大学大学院スポーツ・システム研究科修士課程修了（2006年3月）。早稲田大学大学院スポーツ科学研究科修士課程修了（2018年3月）。
平成管財柔道部を経て、国士舘大体育学部専任講師 兼 男子柔道部監督に就任。2004年アテネオリンピックでは100kg超級で金メダル、世界柔道選手権大会は100kg級と無差別級で優勝しており、前人未到の3階級制覇となった。全日本柔道選手権大会4回優勝。2006年、モンゴルで「第1回チンギスハン・トロフィー世界スポーツ大賞」を受賞。血液型はAB型。

## 経歴
柔道は3歳の時に兄の影響で始めた。世界選手権で2度3位になった小野卓志とは石下町体育協会柔道部(現常総市体育協会石下柔道部) で同期だった。全国少年柔道大会で小野らと準優勝。石下町立岡田小学校(現常総市立岡田小学校) 卒業。
小学校でなれなかった日本一になりたいと国士舘中学校に進学し親元を離れて寮生活を始める。中学・高校時代は川野一成（現国士舘中学校・高等学校長）が指導した。川野が使っていた剛毅木訥（ごうきぼくとつ）を鈴木の座右の銘にしていて、尊敬する人物を川野としている。
高校時代より国士舘のエースとして頭角を現し、世界ジュニア柔道選手権大会や講道館杯全日本柔道体重別選手権大会の100kg級で優勝した。しかし、当時同階級の絶対的エースとして活躍していた井上康生の陰に隠れる存在であった。2003年の全日本選手権は決勝で井上に豪快な内股で敗れたが、初出場となった世界選手権では無差別級で出場して優勝を果たした。しかし、自身はあくまで100kg級での五輪出場にこだわった。だが、2004年に100kg超級に転向し、全日本選手権では決勝で井上を破り初優勝、棟田康幸との熾烈な代表争いを制して2004年8月のアテネオリンピック100kg超級代表に選出される。アテネオリンピックでは金メダルを獲得。2005年の世界選手権では階級を100kg級に戻して優勝を飾り、前人未到の3階級制覇を成し遂げる。
2008年北京オリンピックでは日本選手団（全スポーツ）の主将を務めた。オリンピック2階級制覇を目指し100kg級に出場したが、初戦でナイダン・ツブシンバヤル（ モンゴル）が繰り出した双手刈に1分26秒で一本負け（ナイダンは金メダルを獲得）。敗者復活戦でも初戦でベンヤミン・ベールラ（ ドイツ）に僅か34秒で一本負けと、北京オリンピックでは二試合続けて短時間で一本負けで終わった。
その後、100kg超級に階級を上げて現役続行を表明。所属する平成（旧平成管財）の柔道部の廃部にともない、2009年4月から母校の国士舘大体育学部武道学科専任講師に就任。
2010年4月の選抜体重別選手権では優勝を果たすも、全日本選手権では準々決勝で後輩の高橋和彦に敗れて5位に終わった。再起を期した2010年9月の世界選手権では、初戦でヤヌシュ・ウォイナロビッチ（ポーランド）に一本負けを喫した。試合後に「自分でも信じられない。今でも夢じゃないかと思う。相手の技とか体調の問題じゃない、今まで何をやってきたんだろう。」と述べた。直訴して出場した無差別級では準決勝で同じ日本の上川大樹に一本負けするも3位決定戦でR.サイドフ（ウズベキスタン）に大外刈りで一本勝ちし、銅メダルを獲得した。
2011年4月の選抜体重別選手権は決勝で上川に一本負けして2位だったが、全日本選手権では決勝で穴井隆将に大外返で一本勝ちして自身4度目となる全日本選手権優勝を果たした。しかし、8月の世界選手権では3回戦で敗れてメダルを獲得できなかった。
10月にロシアのチュメニで開催された世界柔道選手権大会無差別では、準決勝でハンガリーのバルナ・ボルに一本負けを喫するが、3位決定戦では大学の後輩である立山広喜を破って3位となった。
2012年4月の全日本選手権では準々決勝で新鋭の東海大学の羽賀龍之介を2-1の判定で破るも、準決勝でJRAの石井竜太に内股で技ありと指導3を取られたことで総合負けとなり、大会連覇はならなかった。また、内股で投げられた際に右肩を脱臼する大ケガを負った。
5月の体重別では右肩のケガをおしての強行出場となったものの、初戦で世界ジュニアチャンピオンである東海大学の王子谷剛志に1-2の判定で敗れて、ロンドンオリンピック代表には選出されなかった。
2012年7月3日、国士舘大学柔道部監督への就任並びに第一線柔道選手（主要国際大会強化対象選手）からの引退を発表した。また、鈴木自身は『出場できる大会には出たい』として国体等、日本国内での大会については出場を続けるとしている。
11月には全日本男子100kg級、100kg超級の強化コーチに就任することになった。
2013年8月には選手の意見を組織運営に反映させる目的で全柔連が新設した、アスリート委員会の委員に選出された。
2015年4月に国士舘大学体育学部准教授に昇格。同年10月に第一子（長女）が誕生。
2019年6月には実業団体3部に国士舘大学柔道クラブの一員として、2012年10月の国体以来約7年ぶりとなる公式戦に出場した。準々決勝まで全て一本勝ちすると、準決勝と決勝は引き分けたものの、チームの優勝に貢献して優秀選手に選ばれた。試合後には次のようにコメントした。「今の精一杯はやったので100点。今、これが僕のできる全て。いい経験をさせていただきました」。なお、今まで正式な引退表明はしてこなかったが、今回の試合を以て正式に引退を宣言することになった。
2020年9月で国士館大学男子柔道部監督を退任し、同年10月からは総監督に就任した。
2021年4月に、国士舘大学体育学部武道学科教授に昇格。9月には全日本代表チームの監督に就任した。
2024年10月には全日本代表チームの監督を再任することになった。同年9月に国士館大学男子柔道部総監督を退任。

## 柔道スタイル
本来右利きであるが左組手である（親が試合で有利となるように矯正させた）。柔道以外は右利きである。小外刈、小内刈、内股、大外刈りなどの足技を得意技としている。通常は小外刈り、小内刈りなどの足技は崩しや第2の技として使われることが多い中、鈴木は一本を取れる決め技として使えるほど足技が冴えている。柔道選手の多くは足先を「逆ハの字」に向けて構えるが、鈴木はほぼ平行に構える。小外刈りなどの足技をかける際は、足先を「かま」のような形状にして相手の足を刈るのが基本であるが、鈴木はこの基本に忠実であり、足の長さも相俟って足技のキレを生む一因となっている。
鈴木は奥襟を取らず、相手を前に引き出して崩し内股をかける。担ぎ技はやらない、とのこと。

## エピソード
- 柔道界以外にも友人が多く、クラブイベントなどに顔を出すこともある。サーフィンなど趣味も多彩。自らの仲間を「絆」と呼んでいる。
- 小学校時代はサッカーもやっていた。地元・鹿島アントラーズのファンで特にジーコが好きだったという。
- プロ野球については阪神タイガースファン（阪神ファン）である。
- 2012年1月5日、2歳年下の一般女性（当時29歳）と結婚したことを発表[27]。
 2015年10月8日、第1子となる長女が誕生。体重は3185g[28]。
2017年6月18日、第2子となる次女が誕生[29]。
2020年4月28日、第3子となる長男が誕生したことを発表した。結婚会見で掲げていた子供は3人という目標を達成した[30]。
- 2015年の全日本柔道選手権大会では、NHKの中継放送の解説を担当した。

## 主な戦績
- 1995年：全日本選抜少年柔道大会 中学生の部（無差別）3位
- 1998年：インターハイ（100kg級）・団体 優勝
- 1998年：全日本ジュニア柔道体重別選手権大会（100kg級）優勝
- 1998年9月：世界ジュニア柔道選手権大会（100kg級）優勝
- 1998年11月：講道館杯全日本柔道体重別選手権大会（100kg級）優勝 ※史上初の高校生王者
- 1999年：嘉納治五郎杯国際柔道大会（100kg級）3位
- 1999年：オーストリア国際柔道大会（100kg級）優勝
- 1999年：全日本選抜体重別選手権（100kg級）2位
- 1999年10月：全日本学生柔道体重別選手権大会（100kg級）優勝
- 1999年11月：講道館杯全日本柔道体重別選手権大会（100kg級）優勝
- 2000年4月：全日本選抜体重別選手権大会（100kg級）2位
- 2000年10月：全日本学生柔道体重別選手権大会（100kg級）優勝
- 2000年11月：講道館杯全日本柔道体重別選手権大会（100kg級）優勝
- 2001年11月：講道館杯全日本柔道体重別選手権大会（100kg級）優勝（4連覇）
- 2002年1月：日本国際柔道大会（100kg級）優勝
- 2002年1月：ロシア国際柔道大会（100kg級）優勝
- 2002年2月：フランス国際柔道大会（100kg級）優勝
- 2002年4月：全日本選抜体重別選手権大会（100kg級）優勝
- 2002年9月：ワールドカップ国別団体選手権 優勝
- 2002年9月：釜山アジア大会柔道競技（100kg級）優勝
- 2003年1月：嘉納治五郎杯国際柔道大会（100kg級）優勝
- 2003年2月：フランス国際柔道大会（100kg級）優勝
- 2003年4月：全日本選抜体重別選手権大会（100kg級）優勝 ※決勝で井上康生に初めて勝利
- 2003年4月：全日本選手権 2位
- 2003年9月：世界柔道選手権大会（無差別級）優勝
- 2004年2月：フランス国際柔道大会（100kg級）優勝
- 2004年4月：全日本選抜体重別選手権大会（100kg級）3位
- 2004年4月：全日本柔道選手権大会 優勝（初）※決勝で井上に2度目の勝利
- 2004年8月：アテネオリンピック柔道競技（100kg超級）優勝
- 2005年4月：全日本柔道選手権大会 優勝（2連覇）
- 2005年9月：世界柔道選手権大会（100kg級）優勝
- 2006年4月：全日本柔道選手権大会 2位
- 2007年4月：全日本選抜体重別選手権大会（100kg級）優勝
- 2007年4月：全日本柔道選手権大会 優勝（3回目）
- 2008年4月：全日本選抜体重別選手権大会（100kg級）優勝
- 2009年11月：グランプリ・青島 優勝
- 2009年12月：グランドスラム・東京 2位
- 2010年1月：マスターズ　スウォン大会 2位
- 2010年2月：グランプリ・デュッセルドルフ 2位
- 2010年4月：全日本選抜体重別選手権大会（100kg超級）優勝
- 2010年5月：グランプリ・チュニス 優勝
- 2010年5月：グランドスラム・リオデジャネイロ 3位
- 2010年9月：世界柔道選手権大会（無差別級）3位
- 2011年1月：マスターズ バクー大会 3位
- 2011年2月：グランプリ・デュッセルドルフ 2位
- 2011年4月：全日本選抜体重別選手権大会（100kg超級）2位
- 2011年4月：全日本柔道選手権大会 優勝（4回目）
- 2011年8月：世界団体 3位
- 2011年8月：世界柔道選手権大会（無差別）3位
- 2012年2月：グランプリ・デュッセルドルフ 3位
- 2012年4月：全日本柔道選手権大会 3位
- 2012年10月：国体 成年男子の部 3位
- 2019年6月：実業団体3部 優勝

(出典、JudoInside.com)。

## 書籍

### 著書
- 『絆-オレと柔道をつなぐもの』
泰文堂、2010年2月。
- 『再起力｡-人間「鈴木桂治」から何を学ぶのか』
創英社、2010年8月。

### 論文
- 田中力, 鈴木桂治, 百瀬晃士, 成田泰崇, 山内直人, 斉藤仁, 小山泰文, 森脇保彦, 中島たけし. 柔道の受け身に対するイメージ調査の検討 －道場指導者を対象に－. 国士舘大学 体育研究所報. 2012
- 鈴木桂治, 斉藤仁, 田中力. 国際柔道連盟試合審判規定改正が選手のディフェンス行動に与える影響について. 日本武道学会武道学研究. 2013
- 鈴木桂治, 田中力, 百瀬晃士, 多賀輿一郎, 山内直人, 斉藤仁, 小山泰文, 森脇保彦. 柔道の組手（組み方）における心理学的一考察 －調査用紙作成のための予備調査について－. 国士舘大学 体育研究所報. 2014
- 田中力, 鈴木桂治, 斉藤仁, 山内直人, 小山泰文, 森脇保彦, 吉川和利. 発育期男子（13歳、16歳）における体力・運動能力と身長の関連性の年次変化：中山仁氏の一次式の活用. 体育・スポーツ科学学会. 2015
- 山崎元太, 射手矢岬, 田中, 鈴木桂治, 塚田真希, 福見友子. 柔道授業における投げ技・固め技の危険場面の認識 －男女大学生の比較－. 東京学芸大学紀要 芸術・スポーツ科学系. 2016
- 鈴木桂治、世界の柔道強豪国における国家的強化方針に関する研究 ―イタリア人エツィオ・ガンバ監督とロシアの国家的強化策―.早稲田大学 大学院スポーツ科学研究科 2017年度 修士論文
- 山崎元太, 鈴木桂治, 田中力, 塚田真希, 射手矢岬. 柔道経験による危険認識の違い：大学生と教員の比較. 武道学研究. 2018
- 森脇保彦, 牧亮, 大浦邦彦, 永吉英記, 三上可菜子, 木村真優子, 鈴木桂治, 田中力, 内田賢次, 居倉昭, et al. 転倒および認知症予防のための柔道体操の実践. 国士舘大学 体育・スポーツ科学研究. 2018
- 吉永慎也, 鈴木桂治, 田中力, 芝明朗, 森脇保彦. 柔道事故問題について一考察 －受け方について－. 国士舘大学 体育・スポーツ科学研究. 2018
- 吉永慎也, 鈴木桂治, 田中力, 森脇保彦. 柔道の安全な後ろ受身の指導方法についての一考察. 国士舘大学体育研究所報. 2019
- 吉永 慎也、鈴木 桂治、田中 力、佐藤 雄哉、横沢 翔平、古田 仁志、和田 貴広、田中 力、鈴木 桂治、亀山 歩　全日本柔道強化選手の意識調査からみる、国士舘大学柔道部の今後の指導方針への一考察　国士舘大学体育学部附属体育研究所. 2019

## DVD・映像作品
- 『激闘の轍　全日本柔道選手権【平成編】』
(財)講道館、2011年。
- 『柔道の教科書 いちばんわかりやすい！ ／木村昌彦，斉藤仁，篠原信一，田中力，鈴木桂治【ほか共著】』
土屋書店、2011年9月24日。
- 『観戦&実戦で役に立つ! 柔道のルール 審判の基本 PERFECT LESSON BOOK』
実業之日本社、2018年6月。
- 『THE ART OF ASHIWAZA』
BJJ LAB、2025年1月18日。